# Karjatnurme
Karjatnurme – wieś w Estonii, prowincji Valga, w gminie Helme.